# Andrew Morgan (Skilangläufer)
Andrew Morgan (* 24. März 1934 in Burton-on-Trent) ist ein ehemaliger britischer Skilangläufer.
Morgan kam bei den Olympischen Winterspielen 1956 in Cortina d’Ampezzo auf den 57. Platz über 15 km, auf den 45. Rang über 30 km und zusammen mit James Spencer, Aubrey Fielder und Maurice Gover auf den 14. Platz in der Staffel. Vier Jahre später belegte er bei den Olympischen Winterspielen in Squaw Valley den 49. Platz über 15 km und den 41. Rang über 30 km. Letztmals international startete er bei den Olympischen Winterspielen 1964 in Innsbruck, wo er den 62. Platz über 15 km errang.